# Orientalid rassz

Beduin férfi

Az orientalid vagy arabid, közel-keleti rassz a mediterrán és az indid közötti átmeneti rassz.

## Testi jellegek
A termet nagyközepes, a férfiak átlagosan 163–170 cm magasak. A férfiak általában szikárak. A nők leginkább fiatalon szépek, egy részük korán elhízik, de ez a beduin nőknél ritkább, mint a városlakóknál. A fej hosszú, hasonlóan az ovális alakú archoz. Az orr alapvetően nagy és hosszú. Az orrhát egyenes, gyakran kismértékben hajlott, az orrnak a vége többször lefelé hajló; ez főleg a szélesebb orrúaknál figyelhető meg. Jellegzetes az arc lágy részeinek kialakulása. A szemrés belső széle lekerekített, a külső szemhéjak viszont hegyesen végződnek. A középarctájék lágy, ami a csontos orral szembe tűnő.
A bőrszín világosbarnás, a sötétebb bőrszín elsősorban Dél-Arábiában gyakori. A haj sötétbarna, feketésbarna, dús, hullámos, a szemszín sötét.
Elterjedési területén is gyakori kevert formájában. Legtisztább formáját a beduinoknál és Dél-Jemen lakóinál találhatjuk meg.

## Elterjedési terület
Fő elterjedési területe Délnyugat-Ázsia sivatagjai és félsivatagai, valamint a szomszédos vidékek, mindenekelőtt az Arab-félsziget, Irak, Irán, Szíria, Észak-Afrika. Ritkábban előfordul Indiában és a Maláj-félszigeten. Dél-Kaukázusban is él egy orientalid jellegű népcsoport, a grúzok között világosabb színskálájú variációja található. Nyomait egészen Ujgúriáig lehet megtalálni. Az Indus völgyében az indiddel való keverék formájában is előfordul. Sok orientalid van a párszik kasztjában Indiában. Észak-Afrika területén arányuk egyre nagyobb mértékben szaporodik.